# 케이맨 항공
케이맨 항공(영어: Cayman Airways)은 케이맨 제도의 항공사로 수도 조지타운시에 본사가 있으며, 허브 공항인 오웬 로버츠 국제공항을 통해 취항하고 있다. 지역적 특성상 카리브 제도의 중심 도시를 연결하고 있다. 현재 항공 연합은 가입하지 않았으며 모든 노선에 화물 운송이 가능하다.

## 역사
1968년 8월 7일 케이맨 제도 정부가 코스타리카의 항공사인 라크로사 항공으로 지분을 매입해 설립하였고 바로 운항을 시작하였다. 1977년 완전 국영화되었고 1978년 미국 휴스턴 항로를 최초로 개설하였고 이후에 1980년대에 미국의 여러 도시로 확대하였다.

## 운항 노선
- 2011년 12월 케이맨 항공은 카리브 제도와 미주의 여러 도시들로 취항하고 있다.

## 보유 기종
- 2020년 10월 기준으로 케이맨 항공은 다음과 같이 보유하고 있다.

### 퇴역 기종
- 보잉 727-100
- 보잉 727-200
- 보잉 737-200
- 보잉 737-300
- 보잉 737-400
- 보잉 737-800
- 브리튼-노맨 트리스란더
- BAC 1-11 500 시리즈
- 드 하빌랜드 캐나다DHC 6–300 트윈오터
- 더글러스 DC-3
- 더글러스 DC-6
- 더글러스 DC-8-52
- 엠브라에르 EMB 120 브라질리아 (인터 캐리비안 항공 매각)
- 호커 시들리 HS-748
- 쇼트 330